# Steinkiste von Plömnitz

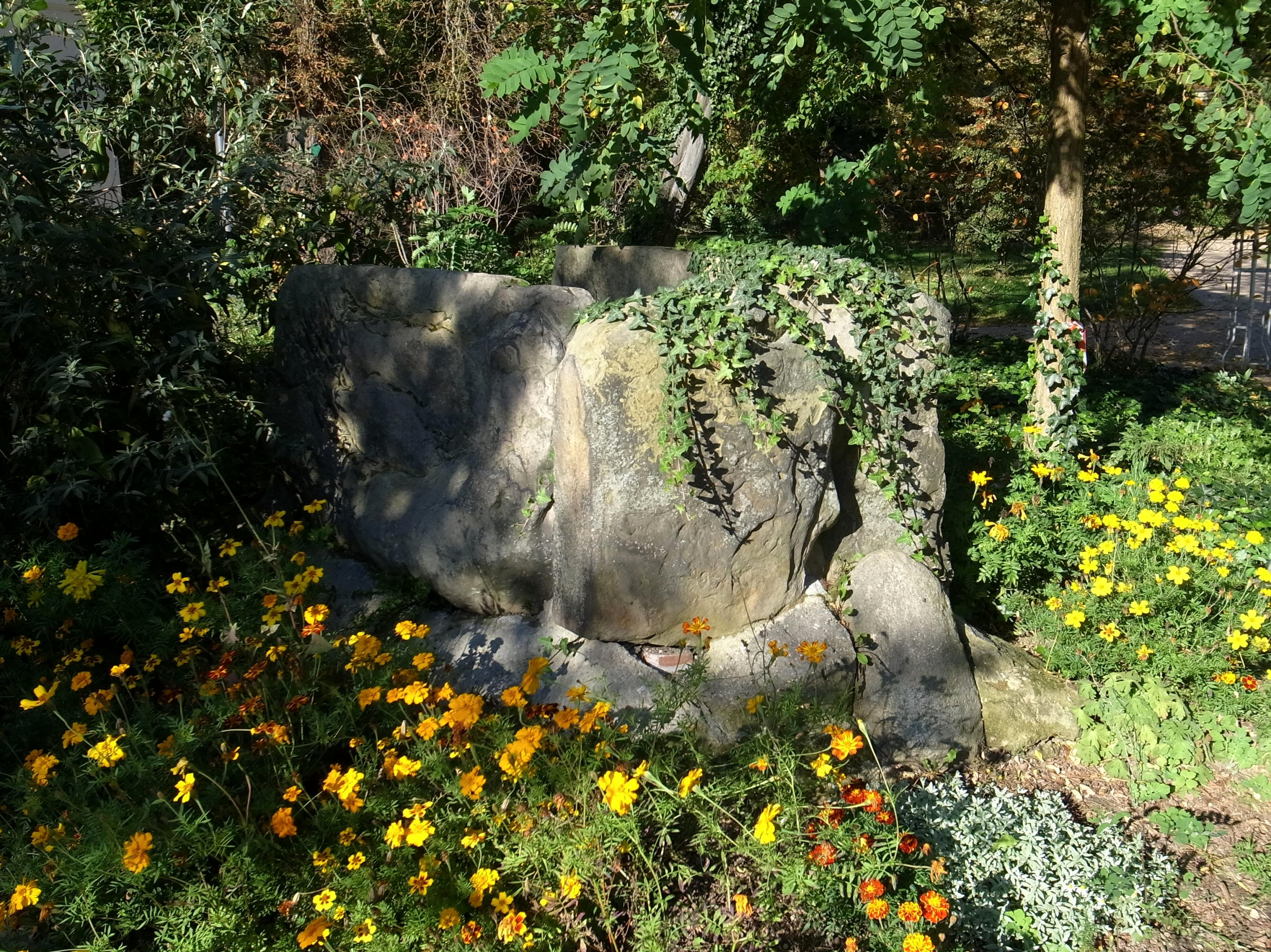
Steinkiste aus Plömnitz

Bei der Steinkiste von Plömnitz handelt es sich um eine denkmalgeschützte Steinkiste auf dem Gelände des Schlosses Köthen. Sie ist im örtlichen Denkmalverzeichnis mit der Erfassungsnummer 428311141 als Bodendenkmal eingetragen.

## Allgemeines
Auf dem Gelände des Schlosses Köthen befinden sich zwei umgesetzte Steinkisten. Die Steinkiste von Plömnitz stammt aus Plömnitz und war vom Kreiskonservator Walter Götze Anfang des 20. Jahrhunderts ausgegraben und hierher umgesetzt worden. Sie ist 2,3 m lang und 1,2 m breit und besteht aus einer bzw. zwei Sandsteinplatten an den Längsseiten sowie einer Platte an einer Schmalseite. Der Stein der anderen Schmalseite ist verkippt. Das Pflaster bestand aus dickwandiger, unverzierter zerscherbter Siedlungsware. Als Skelett fand sich ein rechter Hocker mit Kopf im Südosten und Blick nach Norden. Als Beigaben fanden sich eine Muschelscheibe unter dem Hinterhaupt, eine Feuersteinklinge in der Beckengegend und eine Tasse nahe dem Schädel. 
Ulrich Fischer spricht bei der Tasse von einer „Vorwalternienburger“ Tasse. Ähnlich äußern sich Hermann Behrens (1915–2006) und Gerhard Mildenberger (1915–1992). Dagegen sprechen Waldtraut Schrickel (1920–2009) und Joachim Preuss (1966, S. 62) von einem Salzmünder Grab. Die Tasse lässt auch Beziehungen zur Tiefstichkeramik erkennen. So vereinen sich Elemente dreier Kulturen in dem Gefäß. Die aus den Scherben auf dem Pflaster rekonstruierten Gefäße sind salzmündisch. 
Bei der zweiten Steinkiste handelt es sich um die Rampenkiste von Schortewitz.